# Adolfo Chávez Beyuma
Adolfo Chávez Beyuma (Tumusa, Bolivia, 2 de marzo de 1971), líder indígena boliviano, fue presidente de la Confederación de Pueblos Indígenas de Bolivia (CIDOB) desde 2006 y 2018. Chávez es miembro del pueblo tacana, nacido en la comunidad Tumusa, en el municipio de Mecapaca en la provincia de Murillo del departamento de La Paz de Bolivia. 
Ha sido elegido en dos ocasiones como Secretario de Tierra y Territorio de la organización indígena departamental de La Paz, Centro de Pueblos Indígenas de La Paz (CPILAP). Entre 2018 y 2022 gestionó la Coordinadora de las Organizaciones Indígenas de la Cuenca Amazónica (COICA), donde es Coordinador en el Área de Relaciones Internacionales. Alega persecución política en su contra por parte del Movimiento al Socialismo (MAS).

La bandera de la flor de Patujú, creada previamente en 2009, fue popularizada por Adolfo Chávez Beyuma, entonces líder de la CIDOB, durante las protestas del TIPNIS de 2011, en representación del oriente boliviano

Ayudó a popularizar la bandera de la flor de patujú, la cual fue un símbolo destacado en las protestas del TIPNIS de 2011 contra el proyecto de carretera impulsado por el gobierno de Evo Morales.